# Néstor Gonçalves
Néstor Gonçalves Martinicorena (født 27. april 1936 i Los Ceballos, Uruguay, død 29. december 2016) var en uruguayansk fodboldspiller (defensiv midtbane).
Gonçalves spillede i 15 sæsoner hos Montevideo-storklubben Peñarol. Han var med til at vinde hele ni uruguayanske mesterskaber med klubben, samt tre udgaver af Copa Libertadores.
Gonçalves spillede desuden 50 kampe for Uruguays landshold. Han repræsenterede sit land ved både VM i 1962 i Chile og VM i 1966 i England.

## Titler
Primera División Uruguaya
- 1958, 1959, 1960, 1961, 1962, 1964, 1965, 1967 og 1968 med Peñarol

Copa Libertadores
- 1960, 1961 og 1966 med Peñarol

Intercontinental Cup
- 1961 og 1966 med Peñarol